# Georges Bernanos
Georges Bernanos (Parigi, 20 febbraio 1888 – Neuilly-sur-Seine, 5 luglio 1948) è stato uno scrittore francese.

## Biografia
Nato a Parigi nel 1888, ha vissuto l'infanzia per lo più nella regione del passo di Calais. 
Il padre Émile Bernanos era un tappezziere-decoratore originario della Lorena e di origini spagnole; la madre, Hermance Moreau, proveniva da Pellevoisin, nella regione del Berry, ed era cresciuta in una famiglia d'origine contadina. Bernanos ricevette un’educazione profondamente cattolica e legata alle convinzioni monarchiche. Trascorse le vacanze a Fressin, nell'Artois, regione del nord della Francia, che lo segnò profondamente nel corso di tutta l'infanzia e l'adolescenza, tanto che farà da sfondo alla maggior parte dei suoi romanzi. Sconvolto dalle successive arrendevolezze di Francia e Regno Unito nei confronti della Germania di Hitler, culminanti nell'accordo di Monaco (1938), si autoesiliò in Brasile, luogo in cui fu uno dei primi ispiratori della Resistenza in Francia. Prima di morire scrisse La Francia contro la civiltà degli automi, pubblicato nel 1947.

### I primi anni
Fervente cattolico e nazionalista convinto, militò sin da giovanissimo nell'Action française e durante gli anni dei suoi studi in lettere partecipò alle attività dei "Camelots du roi", movimento di giovani monarchici; negli anni precedenti l'inizio della Grande Guerra fu direttore del settimanale L'Avant-Garde de Normandie. Allo scoppio della guerra, nonostante fosse già stato riformato per varie ragioni di salute, si arruolò volontario nel 6º Reggimento Dragoni (cavalleria).
Nel 1917 sposò Jehanne Talbert d'Arc, lontana discendente di un fratello di Giovanna d'Arco, con cui ebbe sei figli. Indebolita dai parti, la moglie ebbe una fragile salute, cosa che unita alla numerosa prole rese la situazione economica difficile e precaria. Alla fine della guerra, Bernanos si allontanò dall'attività militante nell'Action française.

### Le prime opere
Negli anni venti lavorò presso una compagnia di assicurazione, ma il successo del suo primo romanzo Sotto il sole di Satana (Sous le soleil de Satan) (1926) lo spinse a intraprendere la carriera letteraria. Nel 1926, in seguito alla condanna del movimento da parte di papa Pio XI nel 1926, si riavvicinò all'Action française, partecipando ad alcune delle sue attività culturali. 
L'essenziale della sua produzione letteraria si concentra nell'arco di dieci anni, in cui Bernanos dà voce alle sue tematiche preferite: i peccati dell'umanità, la potenza del male e l'aiuto della Grazia divina. Nel 1932 la sua collaborazione con il giornale del profumiere François Coty Le Figaro generò una violenta polemica con l'Action française, che culminò nella rottura definitiva con Charles Maurras, fondatore del movimento.

### Diario di un curato di campagna
Nel 1936 viene pubblicato Diario di un curato di campagna (Journal d'un curé de campagne): insignito del Grand prix dell'Académie Française, da esso è stato tratto il film omonimo di Robert Bresson (1950) con Claude Laydu al suo debutto. Nel libro sono presenti e convergono due diverse sensibilità spirituali: quella del curato d'Ars e quella di Santa Teresa del Bambin Gesù, entrambi santificati da papa Pio XI nel 1925. Similmente a Giovanni Maria Vianney, il giovane prete protagonista del romanzo è divorato da un forte zelo apostolico, totalmente dedito alla santificazione del gregge a lui affidato. Di Teresa invece segue la via dell'infanzia spirituale. Anche il Tutto è grazia, con cui il romanzo si chiude, non è una frase di Bernanos, bensì della famosa Santa. Per gran parte delle riflessioni che arricchiscono il romanzo, Bernanos attinge al romanzo di Ernest Hello, L'uomo (L'Homme).

### L'esilio
Nelle Baleari Bernanos assiste allo scoppio della guerra civile in Spagna e all'insurrezione franchista. In un primo momento appoggia il franchismo poi, rivedendo la sua posizione, pubblica I grandi cimiteri sotto la luna, pamphlet in cui prende pubblicamente e definitivamente le distanze dai suoi vecchi amici dell'Action française (la rottura con Maurras, avvenuta già nel 1927, era rimasta segreta fino a quel momento). In quest'opera Bernanos condanna da un lato i massacri e le atrocità commesse dalla Falange prendendo a pretesto il nome del Cristo, dall'altro l'appoggio da parte di Maurras e dell'Action française di cui godevano i nazionalisti spagnoli. Le parole di Eugenio Pacelli, futuro papa Pio XII, in risposta ai cardinali vicini al fascismo che chiedevano di mettere al bando il pamphlet, mettono in evidenza la scomodità e al tempo stesso il carattere di irrinunciabile denuncia di quest'opera di Bernanos: "Brucia ma illumina".
Nel marzo del 1937 lascia la Spagna per tornare in Francia, dove rimarrà per breve tempo poiché già l'anno successivo, il 20 luglio 1938, parte per l'America Latina. Inizialmente programma di andare in Paraguay, ma poi nell'agosto 1938 fa scalo a Rio de Janeiro, in Brasile. Qui rimarrà in esilio dal 1938 al 1945. Nell'agosto del 1940 si trasferisce a Barbacena, in una piccola casa ai piedi di una collina chiamata Cruz das almas, cioè "Croce delle anime".
In questo periodo Bernanos mette da parte la produzione romanzesca per dedicarsi completamente a scritti di carattere fortemente politico, pubblicando diversi saggi sulla situazione politica europea e collaborando sia con i giornali di Rio de Janeiro che con i bollettini della France libre. In questi suoi Essais et écrits de combat Bernanos risente certamente dell'influenza di Charles Péguy. Durante la seconda guerra mondiale Bernanos partecipa attivamente all'attività di Resistenza e della France libre, scrivendo numerosi articoli nei quali dà pieno sfogo alla sua vena polemica e pamphlettista.

Nel 1941 il figlio Yves si unisce al movimento della France libre a Londra e Michel, il figlio minore considerato troppo giovane dal Comitato della France libre di Rio, partirà l'anno successivo. Al momento del suo ritorno in Francia si rivolge al popolo brasiliano con queste parole: 

### La Liberazione
Dopo la Liberazione continua a condurre una vita errante. Nel 1945, su sollecitazione di Charles de Gaulle che gli propone un posto in parlamento o all'Académie française, rientra in Francia lasciando per sempre il Brasile, Paese che ha profondamente amato, arrivando a considerarlo sua seconda patria.
Decide poi di trasferirsi in Tunisia, dove passerà gli ultimi anni della sua vita per poi ritornare, gravemente malato, a Parigi e morire a Neuilly-sur-Seine, e scriverà l'adattamento teatrale del racconto della scrittrice tedesca Gertrud von Le Fort intitolato L'ultima al patibolo, la cui vicenda si rifà alla storia vera delle sedici Carmelitane di Compiègne, beatificate poi da Papa Pio X nel 1906, ghigliottinate sulla piazza del Trono-Rovesciato (attualmente Place de la Nation) durante la Rivoluzione francese.
Quest'opera, intitolata Dialoghi delle Carmelitane in cui Bernanos mantiene il personaggio fittizio di Blanche de la Force (traslitterazione di "von le Fort"), farà poi da libretto all'opera omonima del compositore Francis Poulenc, composta nel 1956. Padre Raymond Leopold Bruckberger, con Philippe Agostini, ne ha condotto inoltre la realizzazione cinematografica. Tra gli altri, fondamentali sono in quest'ultima opera i temi della Grazia, della paura e del martirio sempre cari a Bernanos.

### Morte
Morì a Neuilly-sur-Seine nel 1948 ed è sepolto nel cimitero di famiglia di Pellevoisin, nella regione dell'Indre. Padre dello scrittore Michel Bernanos, si deve al figlio minore, Jean-Loup Bernanos, morto nel 2003, la biografia e l'iconografia di riferimento riguardo a Georges Bernanos.

## La produzione romanzesca
Bernanos ambienta spesso i propri romanzi nei villaggi della sua regione natale, l'Artois, portandone alla luce gli aspetti più nascosti e più oscuri. La figura del prete, attorno alla quale gravitano notabili del luogo (nobili castellani e borghesi), piccoli commercianti e contadini, è molto presente nell'opera di Bernanos, anche come personaggio principale (è il caso di Diario di un curato di campagna). Il divino e il soprannaturale sono chiamati più volte in causa nei suoi romanzi, così come troviamo una profonda caratterizzazione psicologica dei personaggi, impegnati in una perenne lotta interiore tra il Bene e il Male. Tale lotta descritta da Bernanos non si trasforma però in una "demonizzazione" dei personaggi ma piuttosto esprime, come in Mauriac, l'ansia di capire fino in fondo e al di là di ogni apparenza esteriore le profondità dell'animo umano.
Solitario e isolato nella sua denuncia, quantomeno in Francia, Bernanos si era scagliato contro i tradimenti tanto dello Stato francese che di quei cattolici e di quel clero che avevano appoggiato il franchismo con complicità criminale (I grandi cimiteri sotto la luna).
Nei saggi di Bernanos la parola imbéciles (imbecilli, al plurale) è usata molto di frequente: con quella che lui chiamava "offesa fraterna" manifestava la sua "pietà" per i "cancri della nuova generazione realista" (i neo-sostenitori di Maurras negli anni trenta) e, più tardi, per i "detestabili e pedanti borghesi di sinistra" (i comunisti e i democratici cristiani) ma anche per tutti quelli che avevano sostituito alla forza dell'esperienza umana diretta e concreta la propaganda dei media e la poca capacità di coraggio personale.
Sul piano formale il suo stile non può dirsi "parlato", nonostante egli si rivolga spesso ad un lettore immaginario: la lettura della sua opera, sicuramente ricca e appassionante – e ciò che scrive sul Brasile o su Hitler non può lasciare indifferenti – necessita però di una buona conoscenza della storia di Francia.
Per quanto riguarda l'atteggiamento di Bernanos nei confronti dell'antisemitismo, è necessario non limitarsi alla lettura dei pochi scritti da lui pubblicati negli anni trenta nel libro La grande paura dei benpensanti, ma bisogna leggere anche i testi apparsi subito prima dell'inizio della guerra o durante la guerra, in cui egli denuncia le campagne antisemite in Francia, lo sterminio degli ebrei, l'omicidio di Georges Mandel ecc.: attraverso questi scritti si può capire meglio l'evoluzione di Bernanos riguardo a tale questione. È significativo ad esempio un suo articolo del maggio 1944, in cui scrive la frase seguente: "antisemitismo: considero questa parola sempre più ripugnante. Hitler l'ha disonorata per sempre". Come si può vedere, in questo testo Bernanos, diversamente dalle più svariate interpretazioni che ne sono state donate, si riferisce alla parola "antisemita" e non al fatto in sé. Sempre riguardo all'antisemitismo, Elie Wiesel, in un'intervista apparsa nel 1987 sulla rivista Nouvelles Cités, riassumeva il percorso di Bernanos, descrivendolo come colui che si era "a poco a poco avvicinato agli ebrei" e che "ha avuto il coraggio di opporsi al fascismo, di denunciare l'antisemitismo e di dire quello che ha detto e scritto sulla bellezza e sull'onore dell'essere ebrei".
In seguito poi alle accuse di antisemitismo mosse dall'editore Jean-Paul Enthoven nei confronti di Bernanos, il giornalista di Libération, Philippe Lançon, scrive un articolo intitolato Bernanos e i benpensanti, nel quale accusa quelli che, come Enthoven, lui definisce "cacciatori mondani di antisemiti".

## Mouchette
Bernanos dà il nome Mouchette a due personaggi della sua opera romanzesca. La prima « Mouchette », che figura in Sous le soleil de Satan (1926), è Germaine Malhorty, un'adolescente sedicenne, forte e orgogliosa, vittima dell'egoismo dei suoi corteggiatori, che la desiderano ma non la amano. Questa situazione la spingerà a disprezzarsi e a ribellarsi. La seconda « Mouchette », che mantiene l'appellativo, è una tredicenne, protagonista in Nouvelle histoire de Mouchette (1937).
Le due Mouchette possono considerarsi simili, non tanto per la loro storia, quanto più per la stessa tragica solitudine in cui hanno vissuto: incarnano delle miserabili che subiscono l'accanimento della sorte senza riuscir mai a comprendere il malessere della loro condizione. Allo stesso tempo Mouchette con la sua unica sensibilità è l'incarnazione della verità: una verità sconvolgente che scopre i sentimenti più profondi e inesprimibili di una femminilità che inizia a svegliarsi e ad affermarsi. 

## Opere

### Romanzi
- Madame Dargent, Paris, La Revue Littéraire, 1922
- Sotto il sole di Satana, (Sous le soleil de Satan, Plon, 1926), adattato al cinema con lo stesso titolo da Maurice Pialat nel 1987
- Les Ténèbres (dittico)
- L'impostura (L'Imposture, Plon, 1927), trad. Federico Federici, Collana Medusa n.409, Milano, Mondadori, 1958; Introduzione di Valerio Volpini, Collana Oscar Narrativa n.997, Mondadori, 1989.
- La gioia (La Joie, La Revue universelle, 1928 ; Paris, Plon, 1929), Prix Femina
  - trad. di Bice Tibiletti, Milano, IPL
  - trad. Paola Messori, Milano, Mondadori
- Una notte (Une nuit, Paris, A la cité des livres, 1928), trad. di Angelo Romanò, 1955 (con Dialogo d'ombre)
- Un delitto (Un crime, Paris, Plon, 1935), trad. di Enrico Piceni, Collana Medusa n.447, Milano, Mondadori, 1961; Collana Un libro al mese, Milano, Club degli Editori, 1961; Introduzione di Valerio Volpini, Collana Oscar n.61, Mondadori, 1966-1988; Collana I Capolavori della Medusa, Mondadori, 1974; Collana Evergreen. Biblioteca per ragazzi, Milano-Novara, Mondadori-De Agostini, 1986-1989; Postfazione di Fulvio Panzeri, Milano, Guanda, 2006; Roma, Elliot, 2018. [adattato nel film TV omonimo del 1984, diretto da Salvatore Nocita ]
- Diario di un curato di campagna (Journal d'un curé de campagne, La Revue hebdomadaire, 1935-1936 ; Paris, Plon, 1936), Grand Prix du roman de l'Académie française, adattato al cinema con lo stesso titolo da Robert Bresson
- Nuova storia di Mouchette (Nouvelle histoire de Mouchette, Paris, Plon, 1937, ried., Le Castor Astral, 2010), trad. Renato Arienta e Antonio Corsaro, Collana Medusa n.175, Milano, Mondadori, 1946; Collana Il bosco n.142, Mondadori, 1964; Roma, Logos, 1980. [adattato come film da Robert Bresson ]
- Il Signor Ouine (Monsieur Ouine, Rio de Janeiro, 1943 ; Paris, Plon, 1946; ried., Le Castor Astral, 2008)
  - trad. Carlo Bo, Collana Medusa n.226, Milano, Mondadori, 1949;
  - trad. Luigi Castiglione,  con una nota di Albert Béguin, Collezione Grandi narratori cristiani n.1, Roma, Logos, 1982.
- Uno strano sogno (Un mauvais rêve, edizione postuma, Paris, Plon, 1950), trad. di Maria Vasta Dazzi, Collana La Gaja Scienza n.162, Milano, Longanesi, 1960.
- Monsieur Ouine, trad. Carlo Bo, Messina, bordolibero, 2023

### Racconti
- Dialogo d'ombre: novelle, primi scritti (Dialogue d'ombres, Paris, Seuil, 1955; ed. integrale, 1991), trad. di Michele Corrieri, 1991

### Teatro
- Dialoghi delle Carmelitane, (Dialogues des carmélites, Paris, Seuil, 1949), trad. di Giuliano Attilio Piovano, Premessa di Albert Béguin, Brescia, Morcelliana, 1952. Adattata al cinema nel film omonimo, in televisione e in musica nell'opera omonima. [traduzione in lingua friulana: I dialigs des Carmelitanis, traduzion di Guan Bosniac, Clape cultural Aquilee, Gorizia 1989]

### Saggi
- La grande paura dei benpensanti, (La Grande Peur des bien-pensants, 1931), trad. di Bruno Bonino
- I grandi cimiteri sotto la luna (Les Grands cimetières sous la lune, 1938), trad. di Giacinto Spagnoletti, Biblioteca Contemporanea n.3, Milano, Mondadori, 1953; La Medusa, Mondadori, 1980; Milano, Il Saggiatore, 1965, 1996; Net, 2004-2006; Milano, SE, 2017-2021.  [saggio sulla guerra civile spagnola 1936-1939]
- Scandalo della verità (Scandale de la vérité, 1939), trad. Italo Di Monte
- Lettre aux Anglais, pubblicata a Rio de Janeiro nel 1942
- La Francia contro la civiltà degli autòmi, (La France contre les robots,, 1944)
- Rivoluzione e libertà (in originale La Liberté pour quoi faire ?), 1947, n. ed. 1953, saggi tradotti da Gennaro Auletta
- Le Chemin de la croix-des-âmes, 4 voll., 1943-1945; nuova ed. aumentata, 1987
- Français, si vous saviez..., 1961, antologia di scritti 1945-1948
- Les Enfants humiliés, 1949,
- La Liberté, pour quoi faire ? (cinque conferenze pronunciate nel 1946 e 1947), Paris, Gallimard, 1953.
- Le Crépuscule des vieux, 1956, antologia di scritti 1909-1939
- Pensieri, parole, profezie, antologia di saggi tradotti da Maria Antonietta La Barbera
- Français, si vous saviez... (raccolta di articoli scritti tra il 1945 e il 1948), Paris, Gallimard, 1961; ried., coll. « Idées nrf », 1969.
- Le lendemain, c'est vous !, Paris, Plon, 1969 (raccolta di articoli e testi estratti da diversi giornali e pubblicazioni, 1940-1947)
- San Domenico, saggio tradotto da Henry Furst
- Un uomo solo, saggio tradotto da Rienzo Colla e Franco Onorati
- Quasi una vita di Gesù, saggio tradotto da Marco Ballarini
- Domenico l'incendiario, saggio tradotto da Luigi Castiglione
- Ultimi scritti politici, saggi tradotti da Misio Tagliaferri e G. Stella
- L'eretica e santa Giovanna, saggio tradotto da Gabriella Bonini
- Un uomo nella Chiesa, saggi
- Una visione cattolica del reale (Satana e noi), saggi
- Lo spirito europeo e il mondo delle macchine, saggio tradotto da Gennaro Auletta
- La mia rivolta, antologia di saggi a cura di Giovanni Barra
- Verrà il vendicatore: diario 1939-1940, tradotto da Vittorio Bianchi
- I predestinati, antologia di saggi a cura di Jean-Loup Bernanos, tradotta da Laura Majocchi
- Le Combat pour la liberté, corrispondenza inedita: tomo 1 (1904-1934), 1971 e tomo 2 (1934-1948), 1971
- Essais et écrits de combat, tomo 1, 1971
- Lettres retrouvées (1904-1948), 1983
- Essais et écrits de combat, tomo 2, 1995
- Brésil, terre d'amitié, scelta di lettere e testi sul Brasile, scelti e presentati da Sébastien Lapaque, 2009
- La révolte de l'esprit, Paris, Les Belles Lettres, 2017, 426 p. Livre rassemblant des articles de presse et radiodiffusés de Georges Bernanos.
- Bernanos. Scandale de la vérité, recueil d'essais, de pamphlets, d'articles et de témoignages, préface de Romain Debluë, Paris, Robert Laffont, coll. « Bouquins », 2019, 1376 p.

### Opere raccolte
- Romans suivis de Dialogues des carmélites, Collezione « Bibliothèque de la Pléiade », Paris, Gallimard, 1961; Œuvres romanesques complètes, nuova ed., chronologie par Gilles Bernanos, préface par Gilles Philippe, 2 tomi, Gallimard, 2015.
- Essais et écrits de combat, tomo 1, Collezione « Bibliothèque de la Pléiade », Paris, Gallimard, 1971.
- Essais et écrits de combat, tomo 2, Collezione « Bibliothèque de la Pléiade », Paris, Gallimard, 1995.
- Romanzi e «Dialoghi delle carmelitane», a cura di Paola Messori, cronologia di Gabriella Mezzanotte, Introduzione di Carlo Bo, Collezione I Meridiani, Milano, Mondadori, 1998, ISBN 978-88-044-3587-7.